# Paso de peatones

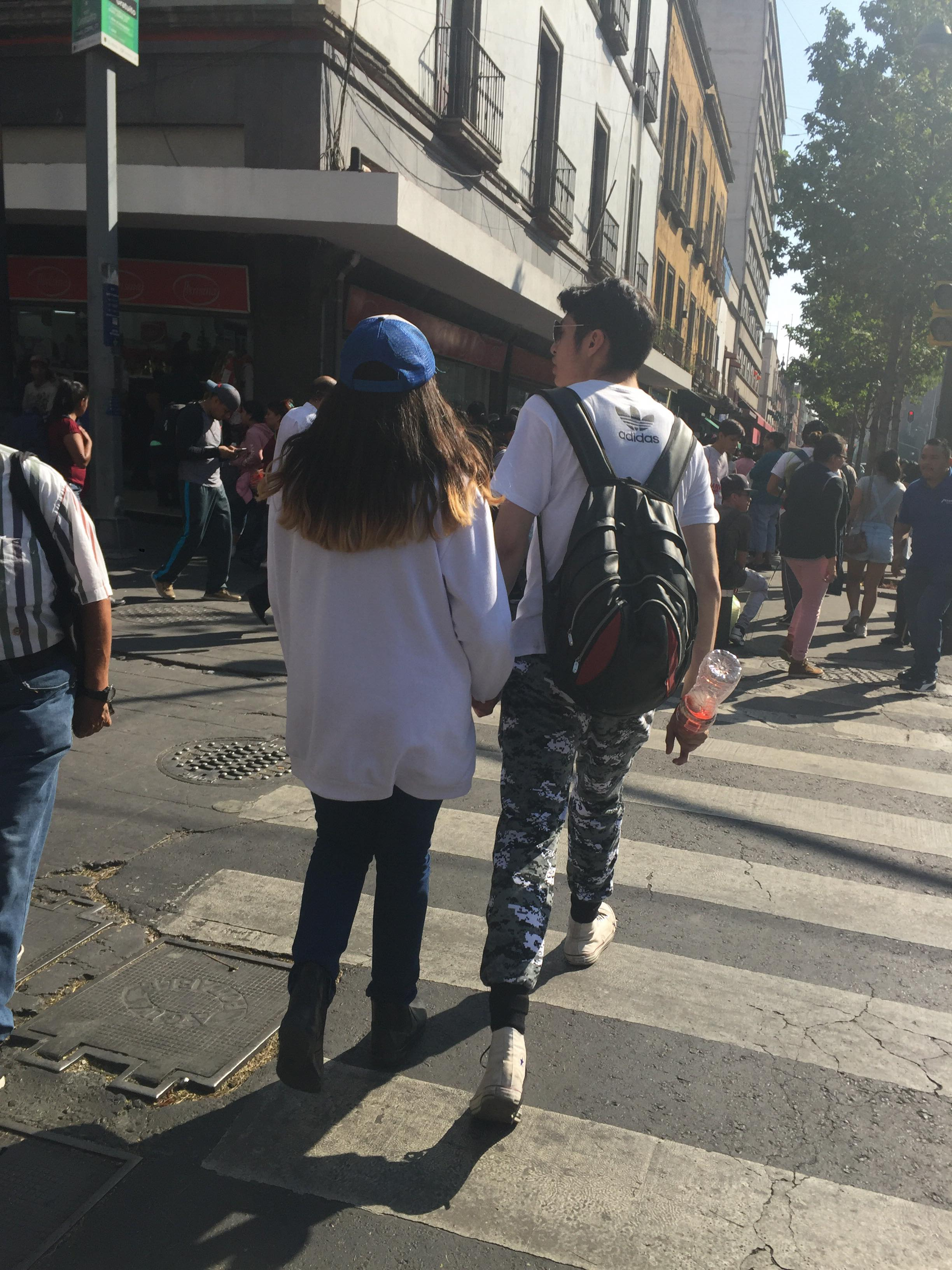
Dos peatones haciendo uso de un paso peatonal «de cebra» en el centro de la Ciudad de México.

Los pasos de peatones, senda peatonal, cruce peatonal o pasos de cebra son la zona de intersección entre circulación rodada y el tránsito peatonal; es la parte del itinerario peatonal que cruza la calzada de circulación de vehículos, al mismo o a diferente nivel.
De acuerdo con el Reglamento General de Circulación vigente en España, se define un paso de peatones como «Una serie de líneas de gran anchura, dispuestas sobre el pavimento de la calzada en bandas paralelas al eje de ésta y que forman un conjunto transversal a la calzada, indica un paso para peatones, donde los conductores de vehículos o animales deben dejarles paso. No podrán utilizarse líneas de otros colores que alternen con las blancas.» (Art. 168 c).
Aunque el concepto general es evidente, no hay acuerdo en cuanto a la definición de sus límites. Cuando se habla del ancho de un paso de peatones, no está claro a qué dimensión concreta se refiere, en parte porque muchas normativas confunden los conceptos de vado y de paso peatonal.
El criterio más adecuado considera la anchura del paso peatonal como la longitud total de los vados que lo limitan, y coincidirá con la longitud de las bandas señalizadoras del paso de cebra correspondiente.
Es importante distinguirlo del paso para ciclistas (Art. 168 d), Marca de paso para ciclistas: Una marca consistente en dos líneas transversales discontinuas y paralelas sobre la calzada indica un paso para ciclistas, donde estos tienen preferencia 

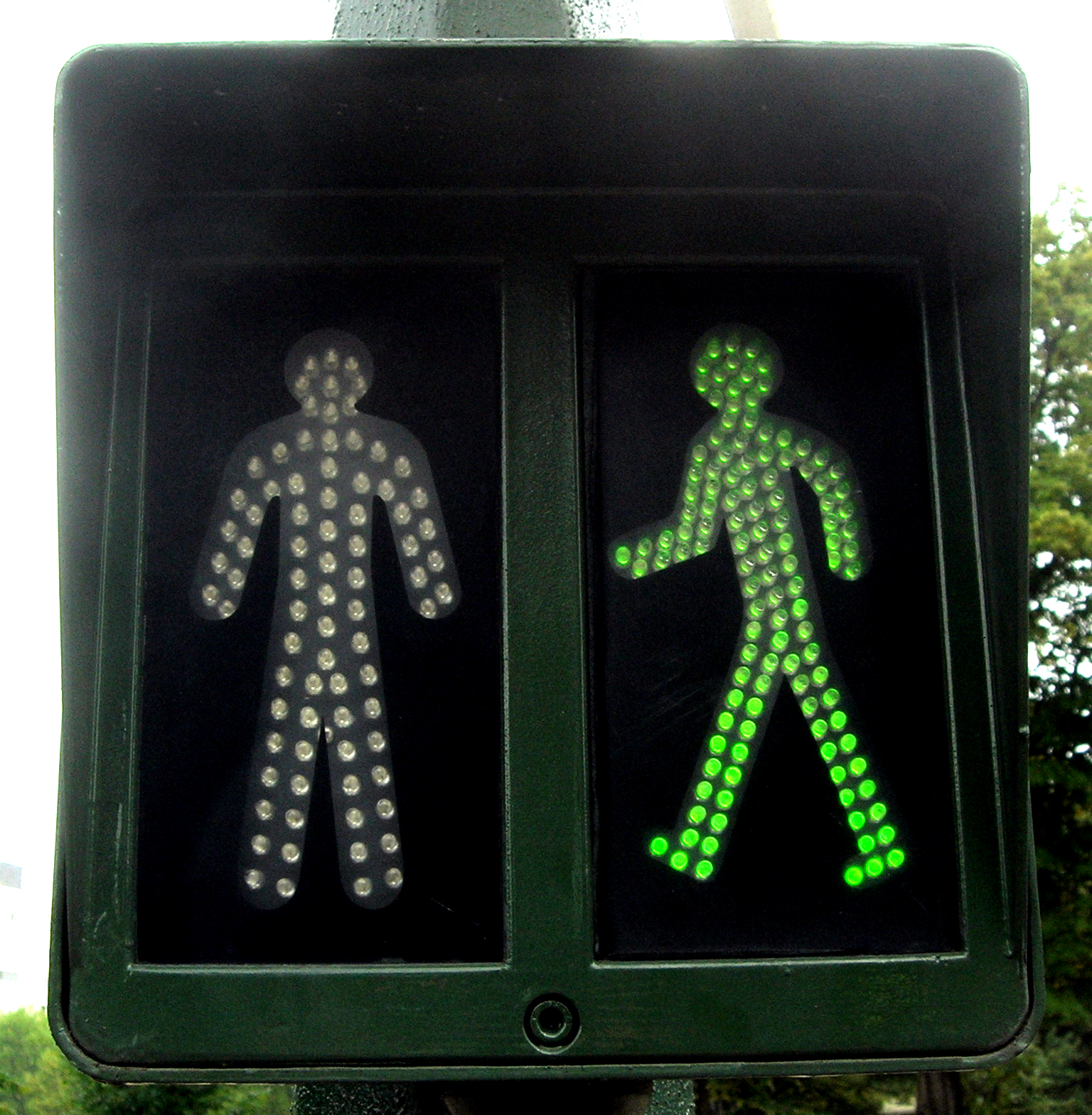
Luz verde peatonal
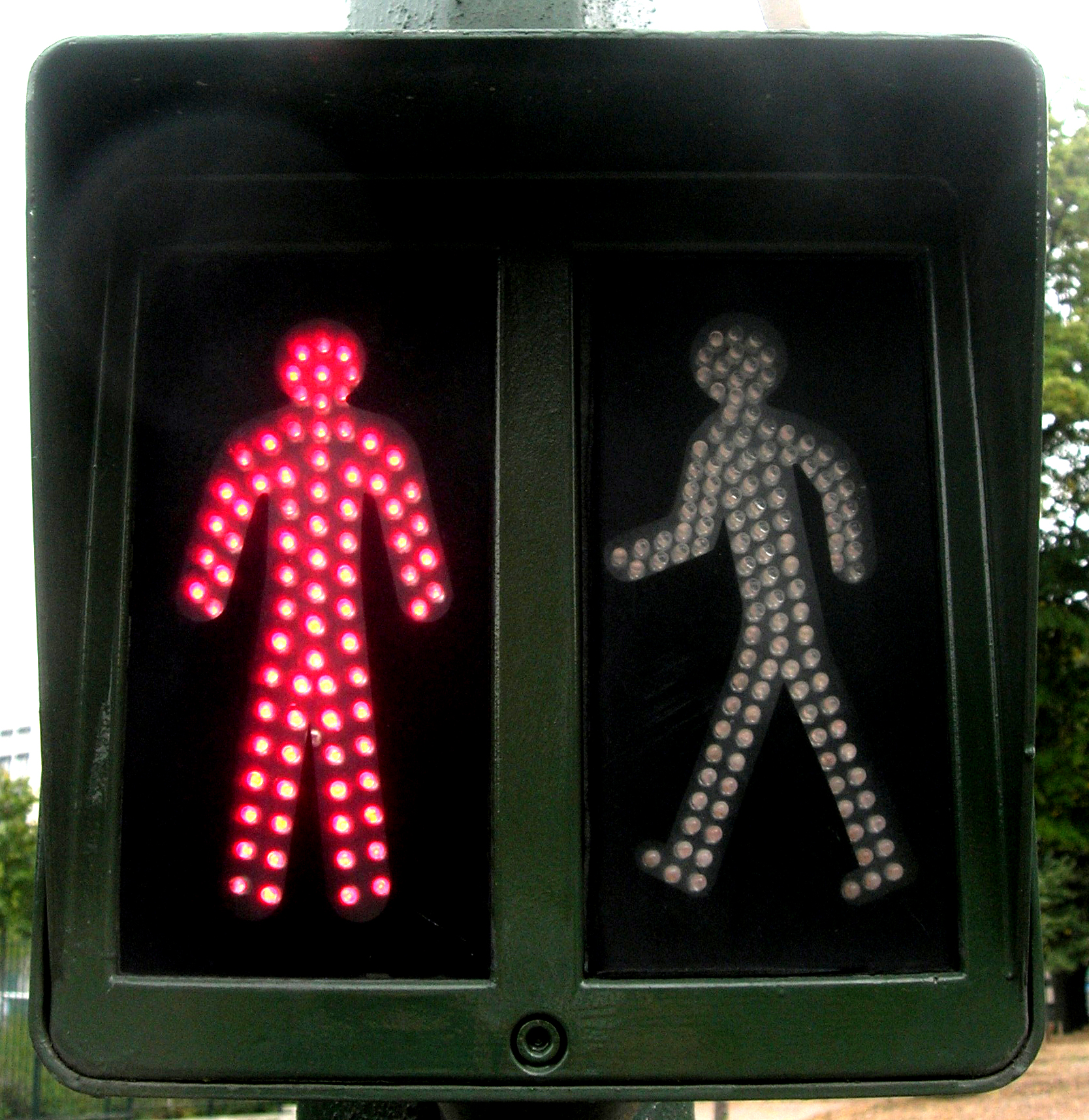
Luz roja peatonal